# Cariblatta faticana
Cariblatta faticana är en kackerlacksart som beskrevs av Rehn, J. A. G. 1930. Cariblatta faticana ingår i släktet Cariblatta och familjen småkackerlackor.
Artens utbredningsområde är Kuba. Inga underarter finns listade.